# Annabel Kosten
Annabel Kosten (Oostburg, 23 maggio 1977) è un'ex nuotatrice olandese.

## Carriera
Ha fatto parte della staffetta 4x100m stile libero, anche se solo in batteria, che ha vinto la medaglia di Bronzo alle Olimpiadi di Atene 2004.

## Palmarès
- Giochi olimpici

Atene 2004: bronzo nella 4x100m stile libero.
- Europei

Madrid 2004: argento nella 4x100m stile libero.
- Europei in vasca corta

Antwerp 2001: argento nella  4x50m stile libero.
Dublino 2003: oro nella 4x50m stile libero.